# 让·德·茹安维尔
让·德·茹安维尔（法語：Jean de Joinville，法語發音：[ʒɑ̃ də ʒwɛ̃vil]；1224年—1317年12月24日）中世纪法国重要年代记历史学家，生于香槟的贵族家庭，其著作记录了法国国王路易九世生平和第七次十字军东征的《圣路易传》（Vie de saint Louis）。